# Симфония № 1 (Мясковский)
Симфония № 1 до минор, op. 3 — сочинение Н. Я. Мясковского, написанное в 1908 году с посвящением И. И. Крыжановскому.

## История создания
Первая из двадцати семи симфоний Мясковского создавалась с февраля по 27 июля 1908 года и оркестровалось с августа по 8 сентября того же года. В то же время С. С. Прокофьев сочинял собственную симфонию и предложил Мясковскому вместе показать свои сочинения для оркестра директору Петербургской консерватории А. К. Глазунову. Глазунов одобрил опус Мясковского и назначил ему стипендию, без которой ему пришлось бы оставить консерваторию ввиду отсутствия денег на обучение. Композитор посвятил произведение И. И. Крыжановскому, который готовил Мясковского к поступлению в консерваторию.
Значимости произведения для своего дальнейшего творчества композитор впоследствии дал следующую оценку: «Сочинение 1-й симфонии (я до того боялся оркестра) определило мой дальнейший путь. Я почувствовал, что именно в этой области буду всегда наиболее охотно высказываться».
В 1921 году композитор заново отредактировал партитуру: была сокращена первая часть, переделан финал и пересмотрена вся оркестровка. Партитура была издана в 1929 году Музсектором Госиздата и тогда же Мясковский сделал переложение для фортепиано в четыре руки, опубликованное Музгизом в 1931 году. Летом 1909 года Прокофьев обещал сделать четырёхручное переложение симфонии, но намерение не было осуществлено.

## Части
Симфония состоит из 3-х частей общей продолжительностью около 40 минут (под управлением Рождественского 41 минута 59 секунд):
- I. Lento ma non troppo. Allegro (17 мин. 21 сек.)
- II. Larghetto (quasi andante) (13 мин. 37 сек.)
- III. Allegro assai e molto risoluto (Finale) (11 мин. 01 сек.)

## Исполнения
- 1914 год
  - 20 мая (2 июня) первое исполнение в концертном зале Павловского вокзала под управлением А. А. Асланова[1]
  - 10 июля впервые в Москве в концерте на Сокольническом кругу под управлением А. И. Юрасовского[7]

На премьере симфонии в Павловске вместе с Мясковским присутствовал Прокофьев, писавший автору в 1928 году: «У меня до сих пор остались приятные воспоминания от исполнения Вашей Первой симфонии в Павловске в 1914 году». Возвращаясь на корабле из Америки во Францию весной 1930 года Прокофьев писал Мясковскому о предстоящем исполнении Первой симфонии в будущем сезоне в Лос-Анджелесе под управлением Артура Родзинского.

## Записи
- 1986 — ГСО Министерства культуры под управлением Г. Н. Рождественского, выпуск YEDANG Classics, 2001[10]
- 1991 —  Государственный академический симфонический оркестр России под управлением Е. Ф. Светланова, запись из Большого зала Московской консерватории; выпуски: «Русский диск» RDCD 00652 (2001)[11], Olympia OCD 731 (2002)[12], Warner Classic 2564 69689-8 (2007)[13]

В начале 1990-х годов Светланов записал все симфонии Мясковского, преодолевая нежелание оркестрантов. Записи пролежали в архиве около 8 лет и были выпущены в 2001—2002 годах тиражом 500 экземпляров.